# Microdon fenestratus
Microdon fenestratus är en tvåvingeart som beskrevs av Hull 1943. Microdon fenestratus ingår i släktet myrblomflugor, och familjen blomflugor. Inga underarter finns listade i Catalogue of Life.